# Oleg Cariow
Oleg Anatolijewicz Cariow (ukr. Олег Анатолійович Царьов, ros. Оле́г Анато́льевич Царёв; ur. 2 czerwca 1970 w Dniepropetrowsku) – ukraiński i rosyjski polityk, przedsiębiorca i separatysta, od 2002 do 2014 deputowany do Rady Najwyższej Ukrainy, premier nieuznawanej międzynarodowo Federacyjnej Republiki Noworosji od 26 czerwca 2014 do 20 maja 2015.

## Życiorys
Wychował się w Tarnopolu. W 1992 ukończył studia z zakresu inżynierii i fizyki w Moskiewskim Instytucie Inżynierii Fizycznej. Pracował następnie jako inżynier i menedżer m.in. firmach z branż ubezpieczeniowych i komputerowych, prowadził także własną firmę (zbankrutowała w marcu 2014).
W 2002 po raz pierwszy wybrany do parlamentu, początkowo jako niezależny, następnie przystąpił do Partii Regionów. W 2005 roku stanął na czele struktur Partii Regionów w Dniepropietrowsku. Był również zastępcą przewodniczącego parlamentarnej frakcji partii. Od maja 2012 do lutego 2014 był doradcą premiera Mykoły Azarowa.
W 2014 samowolnie ogłosił się kandydatem na prezydenta Ukrainy, przez co 7 kwietnia został wydalony z Partii Regionów, wystawiającej Mychajło Dobkina. 14 kwietnia udał się do Donbasu, gdzie zapewnił o wsparciu separatystów i zapowiedział blokowanie wyborów prezydenckich. Został tam przewodniczącym Rady Koordynacyjnej. 29 kwietnia wycofał swoją kandydaturę ze względu na „nielegalność przeprowadzających je władz”, pobicie go w Kijowie oraz groźby śmierci w jego kierunku, m.in. ze strony Ihora Kołomojskiego. 13 maja został objęty sankcjami zakazującymi wjazdu na teren Unii Europejskiej w związku z wzywaniem do utworzenia federacji Noworosji. 3 czerwca pozbawiony mandatu w Radzie Najwyższej i od tego czasu ścigany przez ukraińską prokuraturę.
26 czerwca 2014 objął funkcję spikera nowo obranego parlamentu Federacyjnej Republiki Noworosji i tym samym jej premierem (jednocześnie zachowano osobne parlamenty i rządy Donieckiej Republiki Ludowej i Ługańskiej Republiki Ludowej). Sprawowana przezeń funkcja ograniczała się do rozwiązywania doraźnych problemów, zakres jego władzy był raczej niewielki. 20 maja 2015 ogłosił zawieszenie FRN ze względu na jej niezgodność z ustaleniami konferencji Mińsk II oraz niezdobycie kolejnych terenów na zachodzie.
W kolejnych latach przebywał prawdopodobnie w Rosji, popierał w dalszym ciągu istnienie separatystycznych republik. Przed rosyjską inwazją na Ukrainę w 2022 był wymieniany przez CIA jako potencjalny szef kolaboracyjnego rządu. Po wybuchu wojny aktywnie popierał rosyjską okupację.
27 października 2023 został postrzelony przez nieznanych sprawców w Jałcie.

## Życie prywatne
Żonaty z Larisą (ur. 1968), ma czworo dzieci: dwóch synów Maksyma (ur. 1995) i Igora (ur. 2008), oraz dwie córki Olgę (ur. 1999) i Katerynę (ur. 2003, zm. 2021); dwójka najstarszych dzieci uczy się w Wielkiej Brytanii.

## Odznaczenia
- Order „Za zasługi” III klasy (2011, odebrany w 2024)[13][14]
- Medal Puszkina (2013)[15]